# Prasonica albolimbata
Prasonica albolimbata là một loài nhện trong họ Araneidae.
Loài này thuộc chi Prasonica. Prasonica albolimbata được Eugène Simon miêu tả năm 1895.